# Handball Club Kiffen
Le HC Kiffen est un club de handball basé à Helsinki en Finlande.

## Palmarès
Section masculine
- Vainqueur du Championnat de Finlande (1) : 1978
  - Vice-champion en (5) 1972, 1973, 1977, 1981, 1982
- Vainqueur de la Coupe de Finlande (2) : 1976, 1978

Section féminine
- Vainqueur du Championnat de Finlande (2) : 1992, 1993
  - Vice-champion (4) en 1982, 1989, 1991, 1994
- Vainqueur de la Coupe de Finlande (1) : 1981